# Adventure Point
Der Adventure Point (englisch für Abenteuerort) ist eine Landspitze an der Nordküste Südgeorgiens. Sie liegt nördlich des Brighton Beach am Westufer der Possession Bay.
Der Name der Landspitze erscheint erstmals auf Karten der britischen Admiralität aus dem Jahr 1931.